# Belvoir (Francja)
Belvoir – miejscowość i gmina we Francji, w regionie Burgundia-Franche-Comté, w departamencie Doubs.
Według danych na rok 1990 gminę zamieszkiwało 98 osób, a gęstość zaludnienia wynosiła 11 osób/km² (wśród 1786 gmin Franche-Comté Belvoir plasuje się na 645. miejscu pod względem liczby ludności, natomiast pod względem powierzchni na miejscu 503.).